# Megalomys luciae
Megalomys luciae је изумрла врста глодара из породице хрчкова (Cricetidae).

## Распрострањење
Пре изумирања, острво Света Луција.

## Станиште
Врста Megalomys luciae је имала станиште на копну.

## Угроженост
Ова врста је изумрла, што значи да нису познати живи примерци.